# Gewone waternavel
De gewone waternavel (Hydrocotyle vulgaris) is een moerasplant die behoort tot de klimopfamilie (Araliaceae). De plant komt van nature voor in Europa en Noord-Afrika.
De plant wordt 5-25 cm hoog. De tot 1 m lange en ongeveer 1 mm dikke, kruipende stengel vormt op de knopen tot 3 cm lange wortels. De tot 4 cm grote schildvormige bladeren zijn gekarteld tot ondiep veellobbig. De bladsteel is behaard.
De gewone waternavel bloeit van juli tot de herfst met kleine, witte of roodachtige bloemen. De bloeiwijze is een trosvormige, hoofdjesachtige scherm.

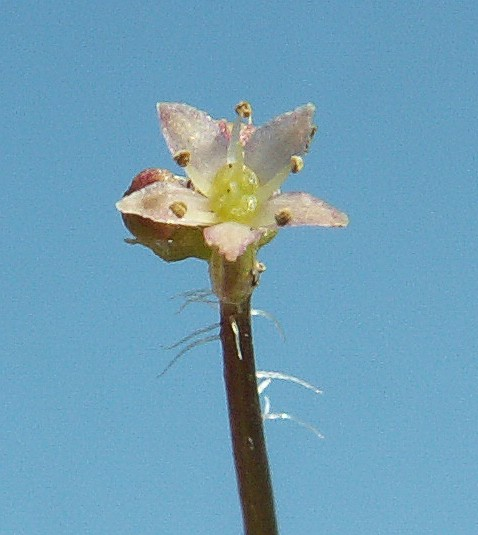
Bloem

De zijdelings afgeplatte vrucht is een tweedelige splitvrucht, die iets breder dan lang is. Het zaad kiemt alleen als het aan licht wordt blootgesteld.
De plant komt voor op natte, zwak zure, matig voedselrijke grond in veenmoerassen, hooilanden, duinvalleien en langs vennen en rivieroevers.

## Grote waternavel
Naast de gewone waternavel komt seder enige tijd ook in ons land voor de  grote waternavel (Hydrocotyle ranunculoides) die aanzienlijk grotere drijfbladeren heeft. Afkomstig uit de beide Amerika's is deze soort, oorspronkelijk alleen gehouden als vijverplant, hier verwilderd en op allerlei plaatsen tot een ware plaag uitgegroeid.